# Кінельський
Кіне́льський (рос. Кинельский) — селище у складі Матвієвського району Оренбурзької області, Росія.

## Населення
Населення — 869 осіб (2010; 1046 у 2002).
Національний склад (станом на 2002 рік):
- росіяни — 59 %